# Bonampak
Bonampak maja városrom a Yucatán-félszigeten, Chiapasmexikói szövetségi államban, 30 kilométerre délre Yaxchilántól. A lelőhelyet a freskói tették világhírűvé.

## A freskók kutatásának története
A város még a spanyol hódítók érkezése előtt elnéptelenedett és feledésbe merült, csak a környék erdeiben élő lacandonok tudtak létezéséről. 1946-ban a lacandonok elvezették Giles Healey amerikai fényképészt a romokhoz, ahol az eddig valaha is feltárt legszebb maja freskók kerültek napvilágra. A Bonampak nevet a festményeket feltáró régész, Sylvanus Morley alkotta meg, jelentése maja nyelven „festett fal”. Bonampak a klasszikus maja korszak (Kr. u. 300-900) egy valószínűleg jelentéktelenebb állama volt Yaxchilánnak alárendelve.
A helyet a falfreskók tették híressé, amelyekhez foghatót máig nem találtak egyetlen ókori maja városban sem. Egyedülálló az ábrázolás életszerűsége, amely így egy alapvetően más látásmódot közvetít mint az inkább statikus benyomást keltő, kőbe vésett reliefek. A freskók az ún. 1. templomban találhatóak, az egyetlen olyan épületben, amelynek több helyisége van. A festmények három teremben összesen 144 m²-t foglalnak el. A falfestmények az uralkodót és kíséretét, háborús jeleneteket, a hadisarcot fizetőket, büntetőbíróságot, táncjeleneteket illetve nemesek véráldozatait ábrázolják.
A freskók kutatásában mások mellett nagy szerepet töltött be Mary Miller amerikai  majakutató, művészettörténész.
Az ábrázolás módján kívül természetesen tartalma is érdekes, hisz a freskók egyedülálló betekintést nyújtanak a klasszikus és késő klasszikus korszak maja társadalmába. Tartalmuk szerint öt csoportra oszthatóak:
- 1. Készülődés a táncra (1. helyiség)
- 2. Háború és az ellenség elhurcolása (2. helyiség)
- 3. Az uralkodó halálra ítéli a hadifoglyokat és feláldozzák őket (2. helyiség)
- 4. Kukul Tánca (3. helyiség)
- 5. Nemes maja asszonyok véráldozata, a még gyerek trónörökös (3. helyiség)

Az ún. 1. templomot 790-ben emeltette a 776-ban hatalomra került Chan Muan. Uralkodása idején Bonampak szoros kapcsolatban állt Lacanhá és Yaxchilán városállamokkal. Ezt a szövetséget a freskók és a sztélék is igazolják.

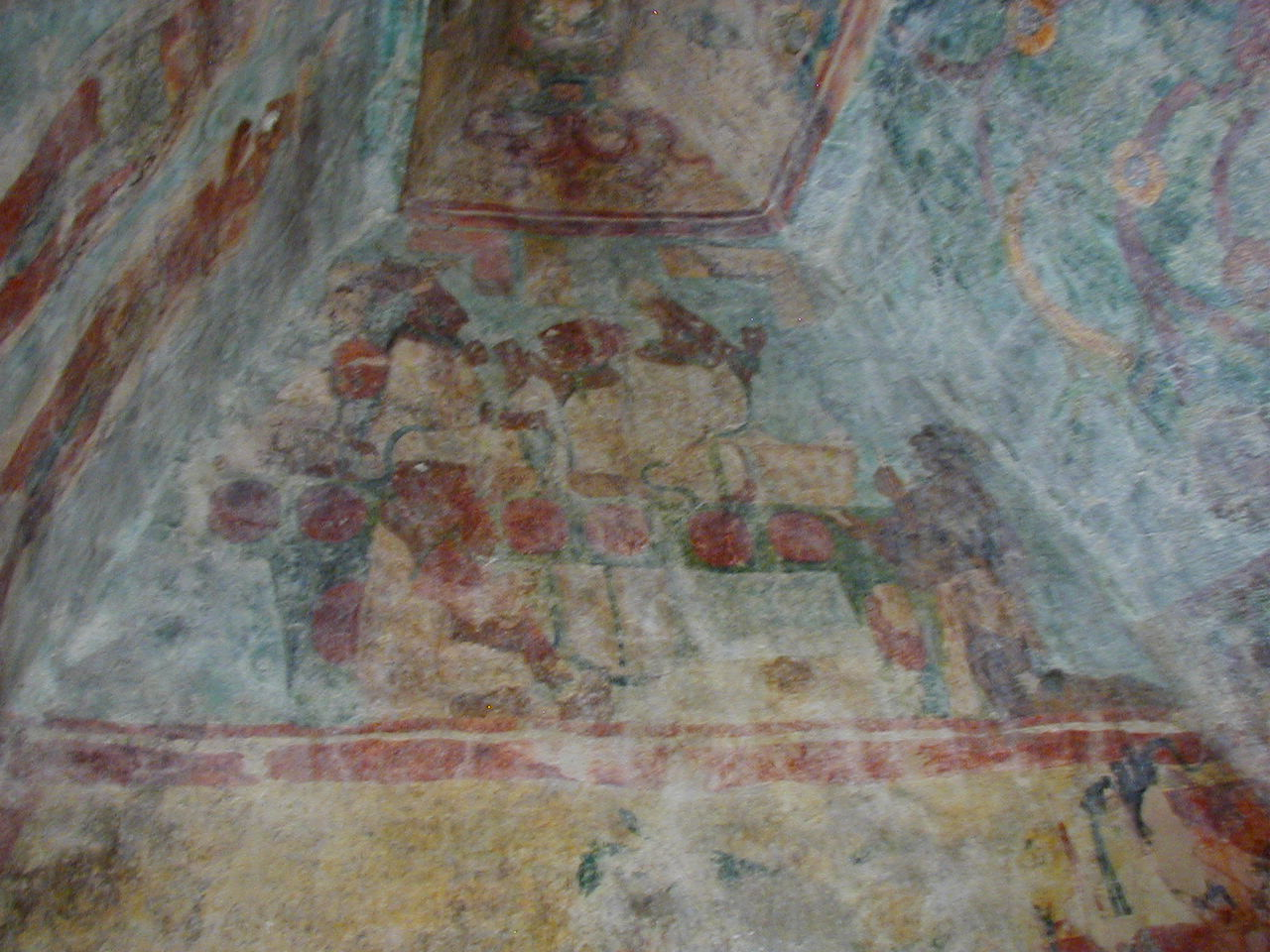
Az 1. számú templom bal oldali termében, talán Chaan Muan és családja véráldozat közben.
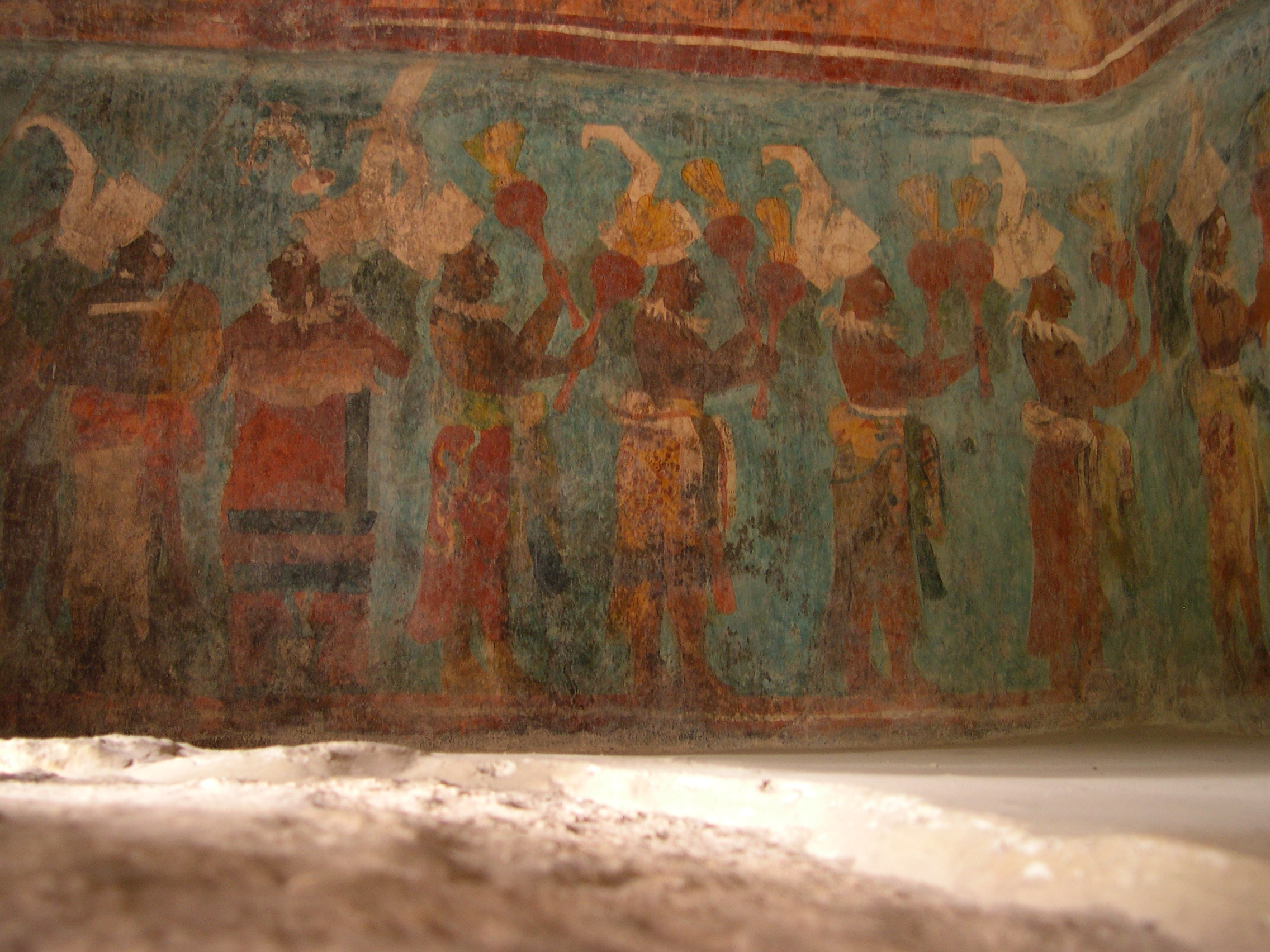
Freskók az 1. számú templomban
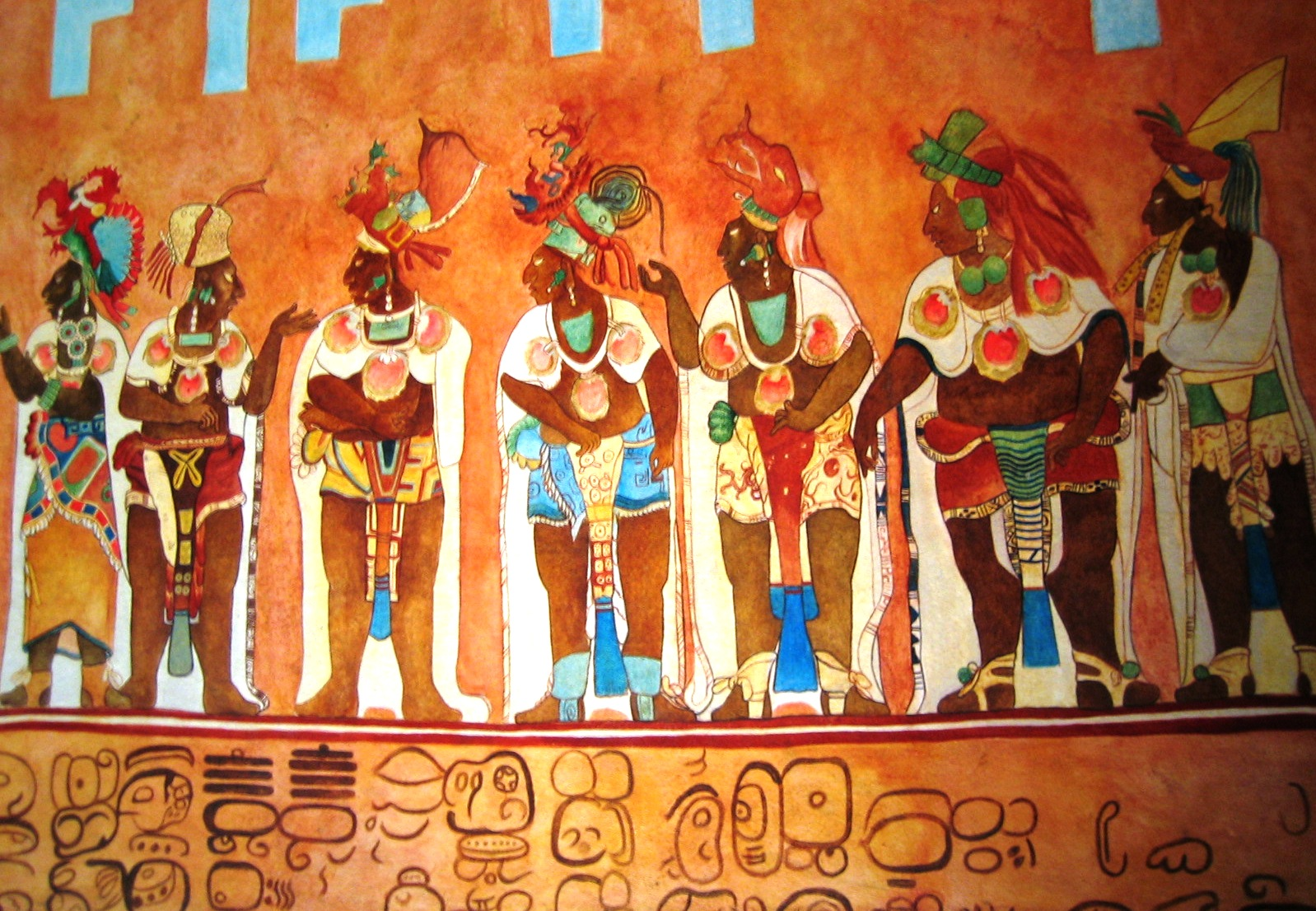
A falfestmények egy részlete rekonstruálva